# Tenerife Challenger III 2023
Il Tenerife Challenger III 2023 è stato un torneo maschile di tennis giocato sul cemento. È stata la 4ª edizione del torneo, facente parte della categoria Challenger 75 nell'ambito dell'ATP Challenger Tour 2023. Si è giocato all'Abama Tennis Academy di Guía de Isora sull'isola di Tenerife, in Spagna, dal 6 al 12 febbraio 2023.

## Partecipanti

### Teste di serie
| Nazionalità | Giocatore            | Ranking* | Testa di serie |
| ----------- | -------------------- | -------- | -------------- |
| Italia      | Francesco Passaro    | 111      | 1              |
|             | Aleksandr Ševčenko   | 117      | 2              |
| Austria     | Filip Misolic        | 145      | 3              |
| Italia      | Raul Brancaccio      | 147      | 4              |
| Regno Unito | Ryan Peniston        | 154      | 5              |
| Ucraina     | Oleksii Krutykh      | 176      | 6              |
| Spagna      | Carlos Taberner      | 177      | 7              |
| Italia      | Francesco Maestrelli | 183      | 8              |

* Ranking al 30 gennaio 2023.

### Altri partecipanti
I seguenti giocatori hanno ricevuto una wild card per il tabellone principale:
- Pablo Llamas Ruiz
- Daniel Rincón
- Stefano Travaglia

I seguenti giocatori sono entrati in tabellone come alternate:
- Marek Gengel
- Gianluca Mager

I seguenti giocatori sono passati dalle qualificazioni:
- Giovanni Fonio
- Abedallah Shelbayh
- Bu Yunchaokete
- Salvatore Caruso
- Christian Harrison
- Shintaro Mochizuki

I seguenti giocatori sono entrati in tabellone come lucky loser:
- Matteo Gigante
- Oscar José Gutierrez
- Gian Marco Moroni

## Punti e montepremi
| Torneo    | Torneo              | V     | F     | SF    | QF    | 2T    | 1T  | Q | Q2  | Q1  |
| Singolare | Punti               | 75    | 50    | 30    | 16    | 7     | 0   | 4 | 2   | 0   |
| Singolare | Premi in denaro ($) | 9 880 | 5 820 | 3 450 | 2 000 | 1 165 | 720 | – | 360 | 185 |
| Doppio    | Punti               | 75    | 50    | 30    | 16    | –     | 0   | – | –   | –   |
| Doppio    | Premi in denaro ($) | 4 250 | 2 450 | 1 480 | 880   | –     | 500 | – | –   | –   |

## Campioni

### Singolare
Matteo Gigante ha sconfitto in finale  Stefano Travaglia con il punteggio di 6–3, 6–2.

### Doppio
Andrew Harris /  Christian Harrison hanno sconfitto in finale  Luke Johnson /  Sem Verbeek per 7–6(6), 6(4)–7, [10–8].